# Centrocestus armatus
Centrocestus armatus ist ein zu den Saugwürmern gehörender Parasit aus der Familie Heterophyidae. Natürliche Endwirte sind Katzen, Hunde und fischfressende Vögel, experimentell lassen sich auch Nagetiere und Kaninchen infizieren. Auch Infektionen des Menschen sind beschrieben. Der Parasit kommt im äußersten Südosten Russlands, in Japan und Korea vor.

## Merkmale
Adulte sind 0,35–0,65 mm lang und 0,18–0,29 mm breit. Centrocestus armatus hat 42 bis 48, um die Mundöffnung angeordnete Dornen. Im Uterus befindet sich eine geringe Zahl von Eiern, das Ovar liegt median und die beiden Hoden nebeneinander.

## Lebenszyklus
Die Entwicklung verläuft über zwei Zwischenwirte. Der Endwirt scheidet die Eier mit dem Kot aus. Sie sind 28–32 × 16–17 µm groß. Daraus schlüpfen die Mirazidien und dringen in den ersten Zwischenwirt ein. Als erster Zwischenwirt fungiert die Süßwasserschnecke Semisulcospira libertina. In ihr entwickeln sich die Redien bzw. Zerkarien. Diese werden vom zweiten Zwischenwirt aufgenommen. Als dieser dienen Süßwasserfische wie Japanischer Drachenfisch, Nipponocypris temminckii, Rhodeus ocellatus, Gobius similis, Blaubandbärbling und Pelteobagrus fulvidraco. Hier entwickeln sich die Metazerkarien, die mit dem Fisch vom Endwirt aufgenommen werden.